# Mužestvo
Mužestvo (Мужество) è un film del 1939 diretto da Michail Konstantinovič Kalatozov.